# Thrissur Pooram
Thrissur Pooram (malayalam: തൃശ്ശൂര്‍ പൂരം) es uno de los festivales más populares de la India del Sur. Se lleva a cabo en el templo Vadakkunnathan en la ciudad de Thrissur del estado de Kerala en la India cada año en el denominado Pooram (malayalam: പൂരം, pronunciado [pu ː ɾam]) días del mes Medam del calendario malayalam.

## Historia

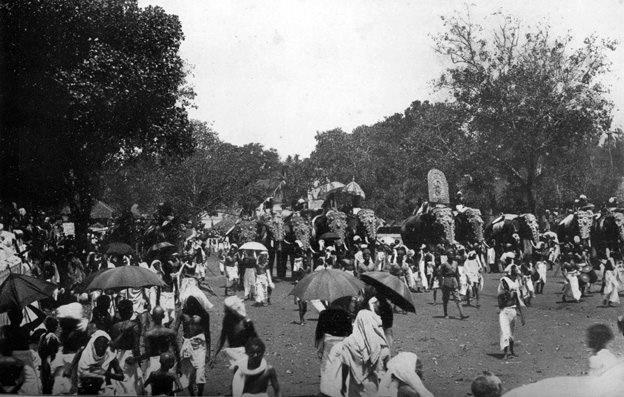
El festival en 1912

Thrissur Pooram era el niño de Raja Rama Varma, más conocido por ser Sakthan Thampuran, el maharajá de Cochín (1790-1805). Antes del inicio del Thrissur Pooram, el mayor festival religioso en Kerala, se celebraba un festival en Aarattupuzha conocido como Arattupuzha Pooram. Los templos en los alrededores de la ciudad de Thrissur eran participantes regulares. Un día, a causa de la incesante lluvia llegaron tarde al festival Arattupuzha Pooram y se les negó el acceso a la procesión Pooram. Sintiénedose avergonzados por la negación, fueron al Sakthan Thampuran a contar su historia.
Así, en 1798, se unificaron los 10 templos situados alrededor del templo Vadakkunnathan y se organizó la celebración del Thrissur Pooram como un festival masivo. Se invitaron a los templos con sus deidades a la ciudad de Thrissur para hacer reverencia al Dios Vadakkunnathan, la deidad que preside el templo Vadakkunnathan . Sakthan Thampuran ordenó estos templos en dos grupos, el grupo occidental y el grupo oriental. El grupo occidental del templo Thiruvambadi de Sri Krishna está conformado por los templos Kanimangalam, Laloor, Ayyanthole y Nethilakkavu.
El grupo oriental denominado templo Paramekkavu Bagavathi, se conforma además del templo Paramekkavu, los templos Karamukku, Chembukavu, Choorakottukavu y Panamukkamppilly. El Pooram estaba centrado alrededor del templo Vadakkunnathan con todos los demás como una procesión, a realizar reverencia a Shivá, la deidad que preside.

## Participantes
Los principales participantes del Thrissur Pooram son el templo Paramekkavu Bagavathi y el templo Thiruvambadi Sri Krishna divididos en dos grupos:
Grupo oeste
- Templo Thiruvambadi Sri Krishna.
- Templo Kanimangalam Sastha.
- Templo Laloor Bhagavathy.
- Templo Sree Karthyayani en Ayyanthole.
- Templo Neithilakkavu Bhagavathy.

Grupo este
- Templo Paramekkavu Bagavathi.
- Templo Chembukkavu Bhagavathy.
- Templo Panamukkumpally Sastha.
- Templo Choorakkottukavu Bhagavathy.
- Templo Pookkattikkara - Karamukku Baghavathy.

## Influencias culturales
A pesar de ser un festival hindú, el Thrissur Pooram es atendido por diferentes sectores de la sociedad de Kerala. Varias réplicas del festival se celebran en distintos lugares de Kerala, así como fuera del estado.

## Controversias

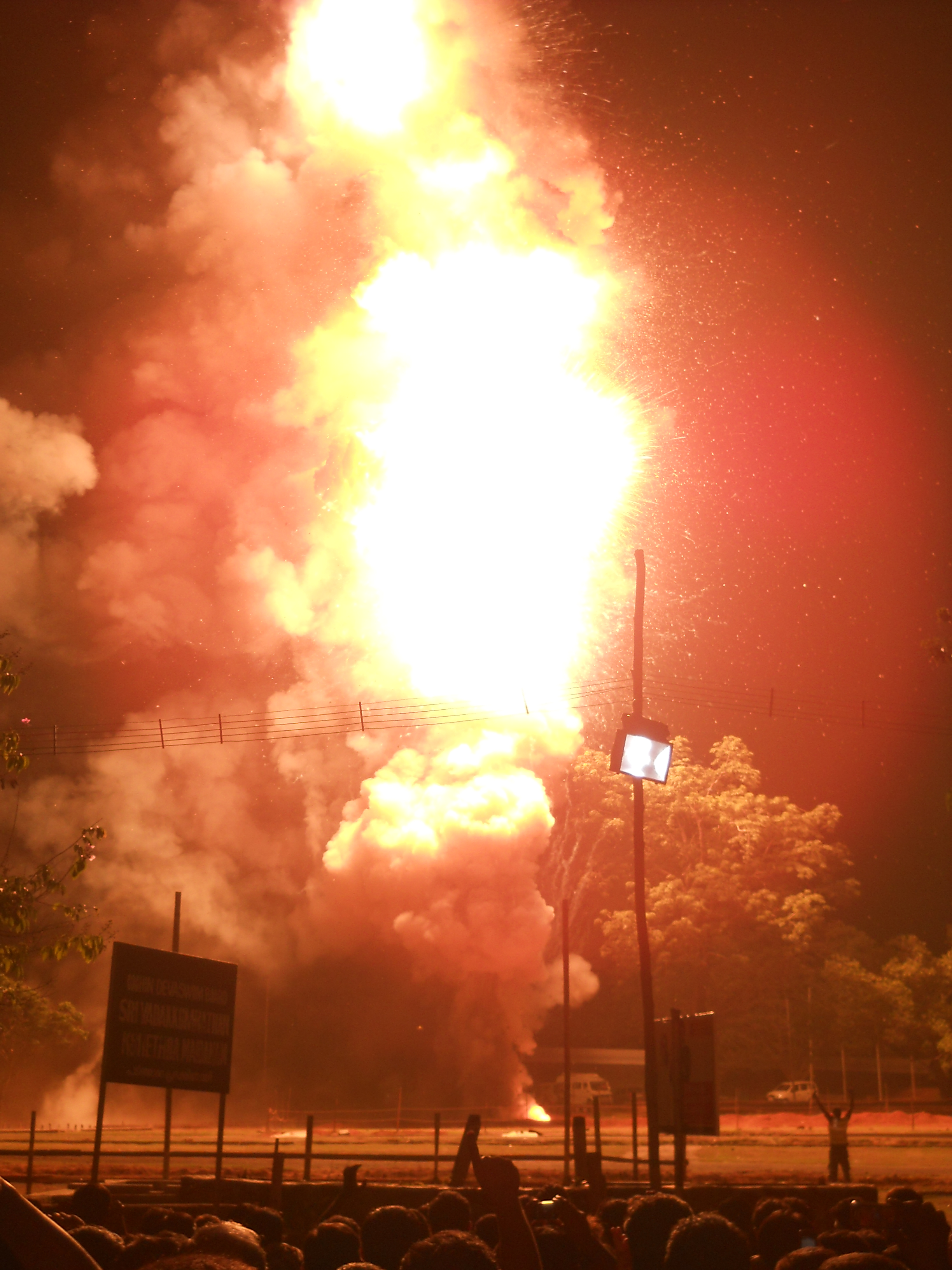
Fuegos artificiales en el Thrissur Pooram de 2011

Para la ceremonia de fuegos artificiales, se utilizan productos químicos. Esto ha causado varias denuncias contra los organizadores por la violación de los reglamentos relativos a la contaminación acústica. En el pasado han ocurrido varios accidentes durante el evento, así como durante la fabricación de productos químicos de los fuegos artificiales, lo que ha causado la muerte de varias personas.
Otro tema de preocupación es el uso de los elefantes. Debido a la naturaleza competitiva del festival entre los templos Paramekkavu y Thiruvambadi, los elefantes se utilizan de forma continua y en gran número. Esto ha causado desplomes de elefantes, así como algunos casos de elefantes fuera de control. Esto ha causado la preocupación entre los protectores de los animales y de la gente común. Aunque el gobierno ha emitido una serie de pautas relativas al desfile de elefantes en los festivales existen varias denuncias al respecto.

## Véase también

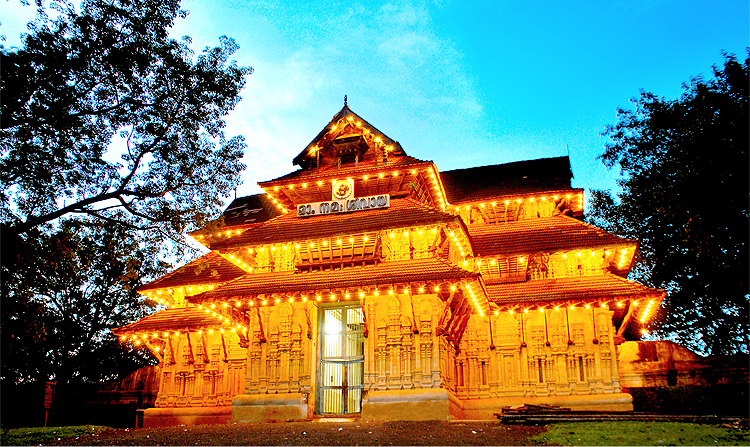
El templo Vadakkunnathan iluminado